# Tramvajová smyčka Dvorce

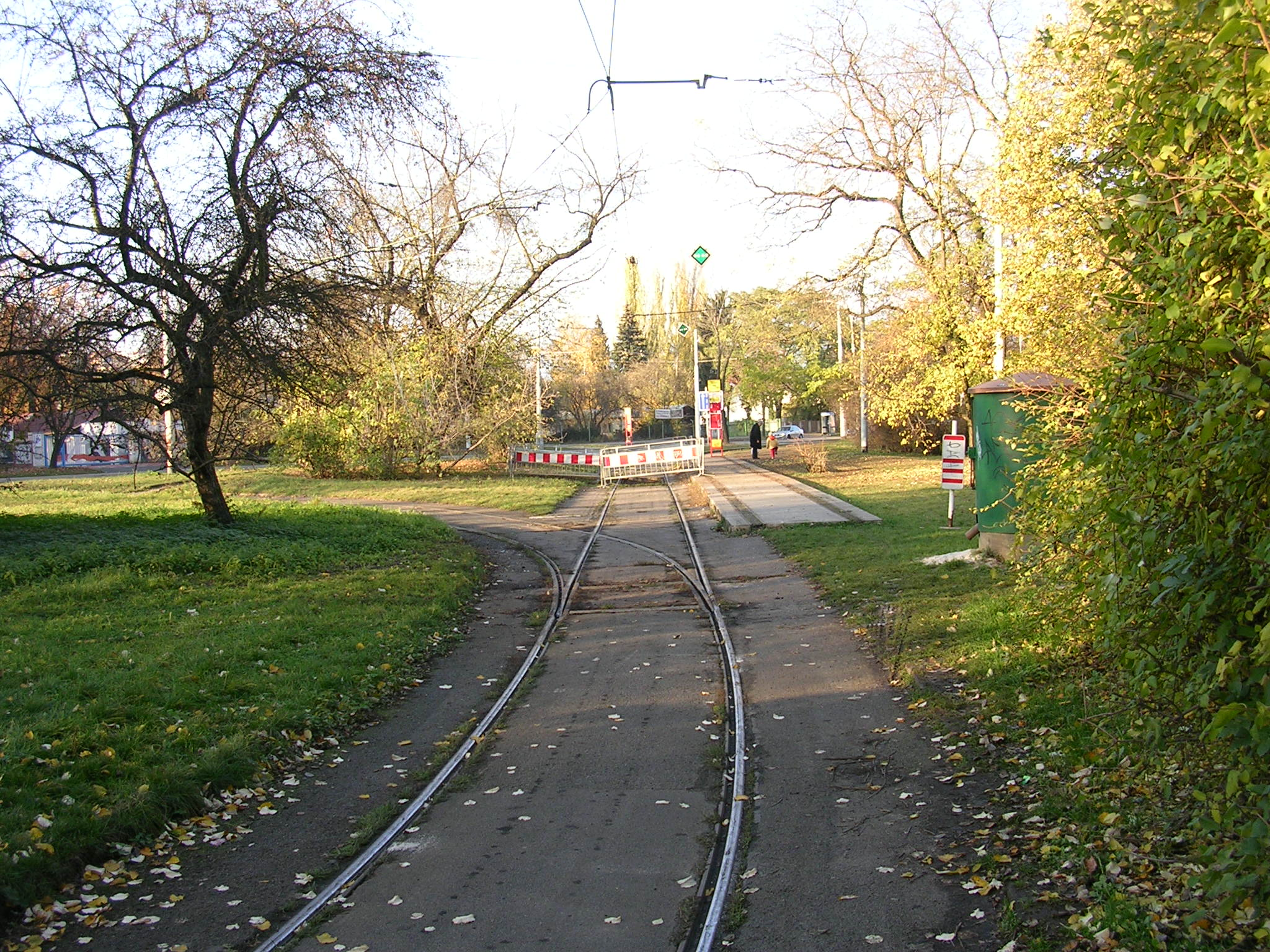
Výjezdová část smyčky

Dvorce jsou tramvajová smyčka v Praze, ve čtvrti Podolí. Nachází se v lokalitě Dvorce, podle které byla pojmenována. V roce 2023 byla bez pravidelného tramvajového provozu, její využití je hlavně během výluk, nebo mimořádných situací.
Asi 150 metrů severně od smyčky na tramvajové trati Palackého náměstí – Sídliště Modřany se vyskytuje též stejnojmenná tramvajová zastávka.

## Historie výstavby
Stejně jako smyčka Podolská vodárna byla i tato smyčka vystavěna v rámci překládání tramvajové trati z Podolské ulice na nově vznikající Podolské nábřeží, ovšem již pro pravidelné ukončování vlaků. Dokončena byla 21. května 1952, ale jen pro vlaky jedoucí z centra. Obratiště tehdy mělo tvar poloviční kapky. O vjezdy ze směru Nádraží Braník byla smyčka doplněna až 29. května 1968. Od té doby její tvar připomíná kružnici s vjezdovou a výjezdovou kolejí opačných směrů, než které kružnice tvoří.

## Popis
Smyčka leží v Podolí, mezi ulicemi Modřanská a Podolská, v sousedství autobusových zastávek a nácestné tramvajové zastávky Dvorce.
Smyčka je umístěna jako mezilehlá mezi zastávkami Dvorce a Přístaviště s možností vjezdu a výjezdu oblouky z obou stran. Vjezdová kolej ze směru Dvorce (z centra) překříží protisměrnou kolej a pokračuje opisováním tvaru kružnice. Vjezdová kolej ze směru Přístaviště (do centra) odbočí z hlavní tratě vpravo a následně se spojí s druhou. Kolej ve smyčce nadále opisuje tvar kružnice asi 60 metrů. Poté se koleje opět rozdělí. Pravá výjezdová kolej ve směru Dvorce (do centra) vede rovně až k napojení na hlavní trať. Za rozdělovací výhybkou se na této trati nachází občasná nástupní zastávka s 36 m dlouhým nástupištěm z vyřazených BKV panelů. V prostoru zastávky se vyskytuje též jedna ze dvou pražských prohlížecích jam mimo areály vozoven. Levá výjezdová kolej opět opisuje tvar kružnice, překříží kolej hlavní trati a připojí se ke koleji ve směru Přístaviště (z centra).
Koleje ve smyčce jsou žlábkové na příčných pražcích. Výhybky na hlavní trati mají otevřený svršek. Částí oblouků překračující pozemní komunikaci jsou kryty žulovou dlažbou, svršek ve smyčce samotné je pokryt vyžilým asfaltem.

## Provoz
Smyčka byla v roce 2018 bez pravidelného provozu. Je využívána při výlukách a mimořádných situacích.
Jelikož se v prostoru smyčky nachází prohlížecí jáma, může být využita k lehké údržbě tramvají při uzavření Vyšehradského tunelu a následném zavedení náhradní tramvajové dopravy v úseku Podolská vodárna – Sídliště Modřany, kdy jsou odstaveny tramvaje ve smyčce Nádraží Braník.
V roce 2020 proběhla další menší rekonstrukce a smyčka byla ve 3. čtvrtletí roku 2020 pravidelně využívána k manipulačnímu otáčení vyjíždějících či zatahujících vlaků vozovny Pankrác, odstavených po dobu rekonstrukce trati Pražského povstání – Na Veselí – Vozovna Pankrác ve smyčce Nádraží Braník. To samé platilo i na jaře roku 2021, kdy proběhla kompletní rekonstrukce trati v Táborské ulici.

## Galerie

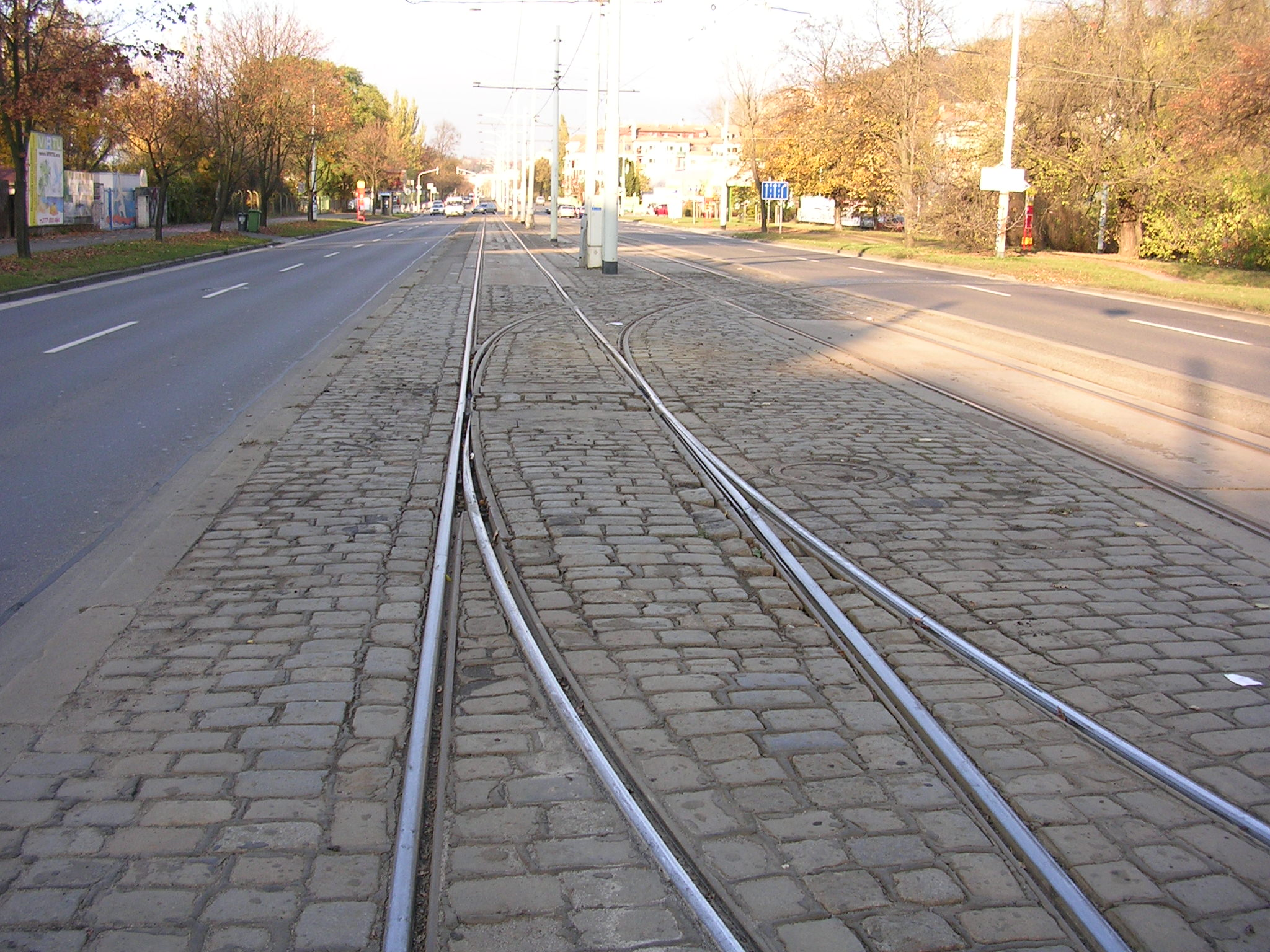
Výhybky na hlavní trati
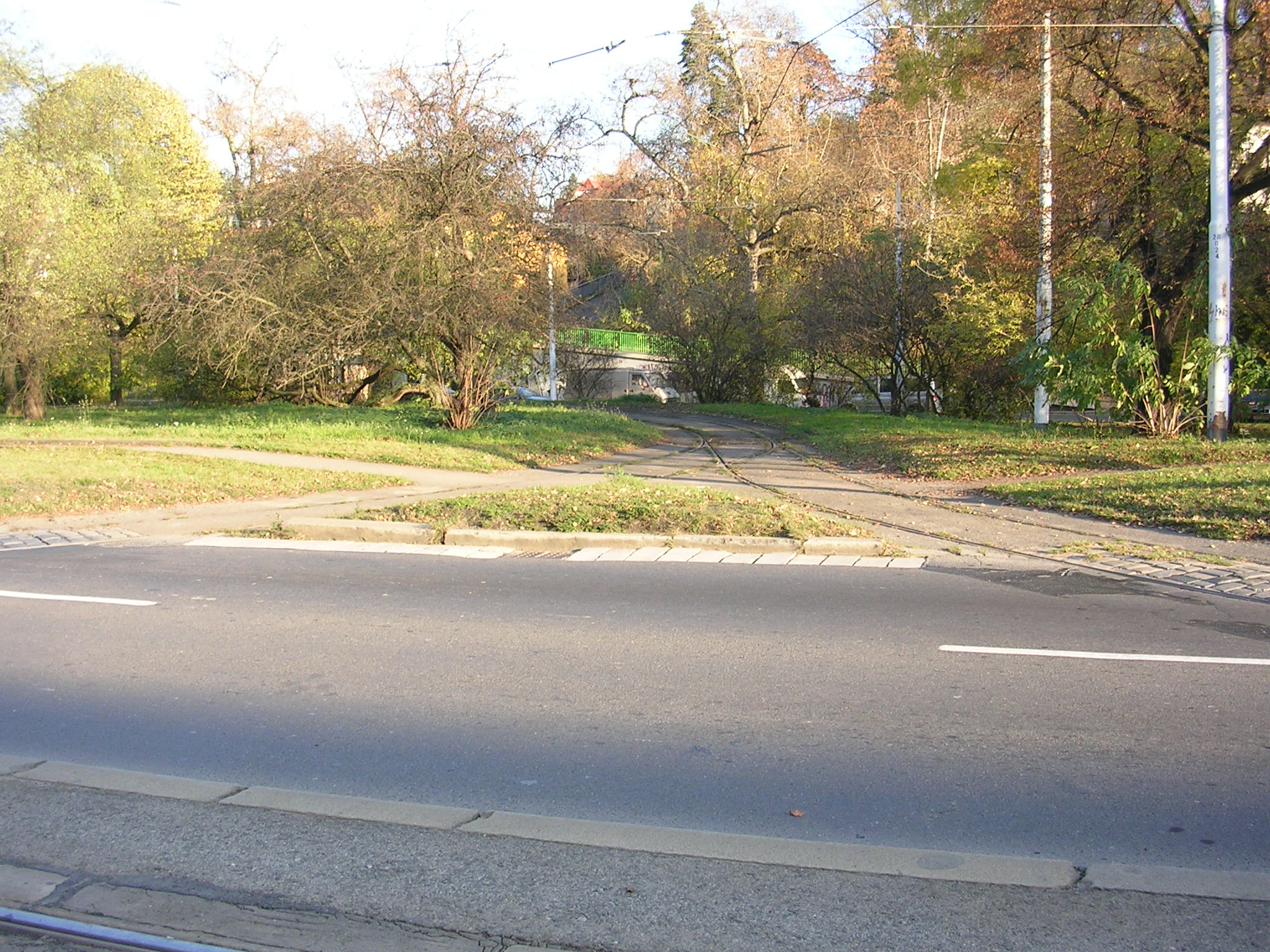
Vjezd do smyčky
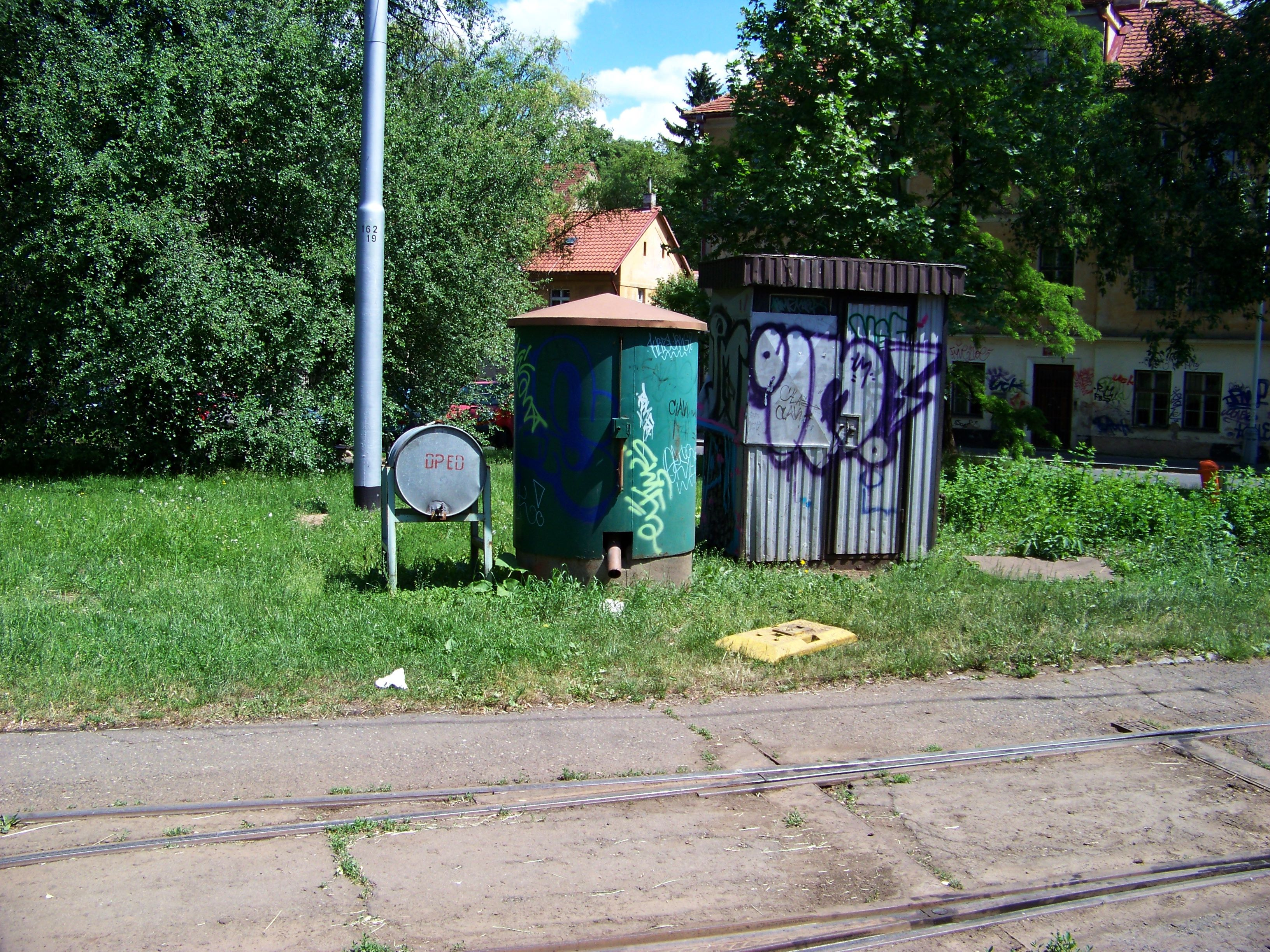
Nádrž na vodu, silo a sociální zařízení ve smyčce
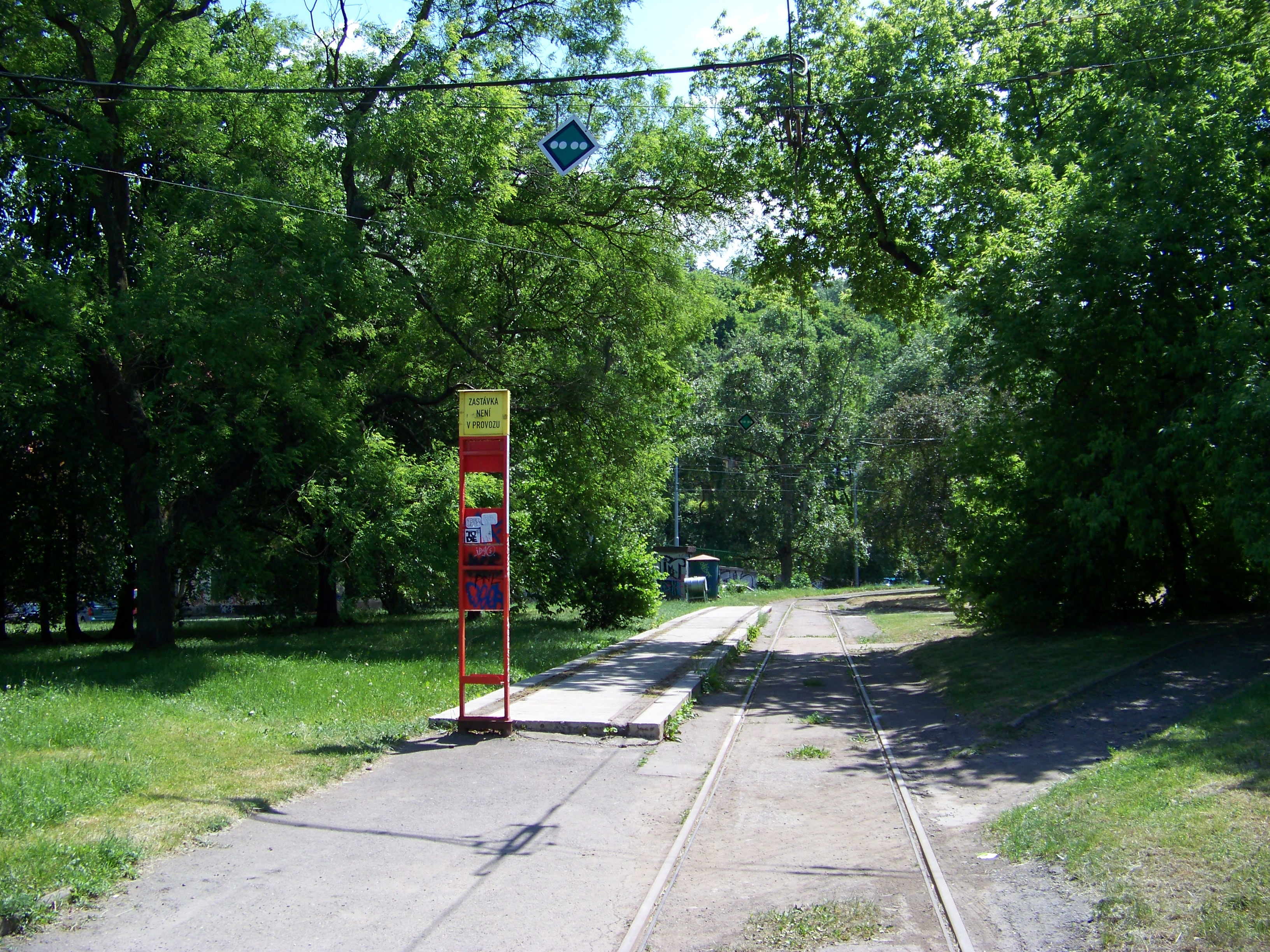
Občasná zastávka